# Vinaya

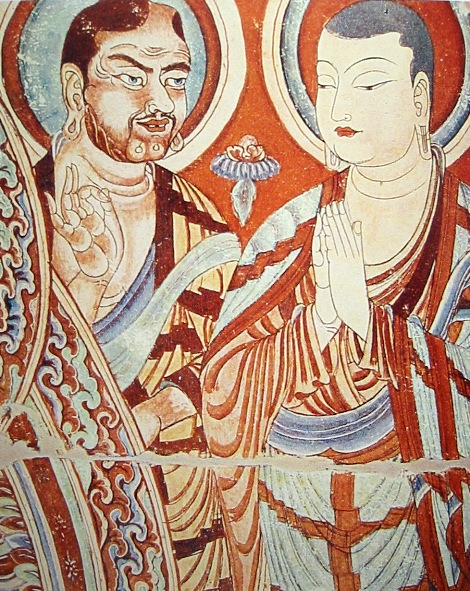
Un moine bouddhiste (tokharien?), à gauche, donne un enseignement à un moine d'Asie de l'Est (chinois?). Fresque des Grottes des mille Bouddhas de Bezeklik (Xinjiang). IXe siècle de notre ère.

Le Vinaya, « discipline » ou « règles » (en sanskrit et pali; ch : jièlǜ 戒律 ; ja : kairitsu 戒律 ; ti : dulwa ou‘dul ba), est le corpus de textes bouddhiques ayant trait aux règles de comportement de la communauté monastique ou sangha. Il constitue, avec le dharma, corpus centré sur la théorie et constitué essentiellement de sutras, l’essentiel de l’enseignement que le Bouddha déclare laisser à ses disciples dans son « testament », le Mahāparinibbāna Sutta. 
Le vinaya s’est tout d’abord transmis durant quelques siècles par voie orale, se diversifiant selon les lieux et les écoles, bien qu’on considère en général les différences comme mineures. Sa partie principale est constituée de l’ensemble des nombreuses règles qui régissent la vie monastique, appelé patimokkha en pali et pratimoksha en sanscrit. On trouve également dans le vinaya des règles additionnelles, les sanctions en cas d’infraction, les modalités de résolution des conflits, des textes expliquant l’origine des articles du patimokkha, des précisions sur leur application. S’y ajoutent quelques sutras et des biographies de grands disciples.

## Étymologie
Le mot « vinaya » vient du verbe sanskrit vinī, qui signifie « dresser (un animal), discipliner », et aussi « éduquer, instruire »,, et ces sens s'entremêlent dans l'emploi de ce terme dans le bouddhisme, où il renvoie d'une part aux enseignements sur le comportement attribués au Bouddha, et aux sources littéraires dans lesquelles ces enseignements sont consignés. En résumé, le vinaya désigne l'ensemble des enseignements et des textes qui disent aux moines et aux moniales bouddhistes comment se comporter.

## Histoire

### Naissance du vinaya selon la tradition
La tradition prétend qu’aucun vinaya n’était nécessaire au début des activités de prêche de Gautama, lorsque les moines étaient encore peu nombreux ; il devint cependant nécessaire face à la baisse générale de la qualité des disciples qui suivit l'expansion de la communauté monastique. Ce serait juste après la mort du Bouddha, en entendant le moine Subhadra se réjouir de pouvoir vivre désormais plus librement, que Mahakashyapa aurait décidé de convoquer le premier concile pour faire réciter par Upali les règles du Vinaya Pitaka. Les bouddhas du passé n’auraient pas tous laissé de vinaya, mais l’enseignement de ceux qui en avaient laissé un aurait duré plus longtemps.
Le patimokkha doit avoir présenté au départ une certaine flexibilité car le Mahāparinibbāna Sutta mentionne que les règles mineures peuvent être abandonnées. Néanmoins, Ananda, principal dépositaire des paroles de Gautama, aurait négligé de se faire préciser desquelles il s'agissait, aussi toutes les règles furent-elles conservées et Ananda fut réprimandé.

### L'approche de l'orientalisme
Au XIXe siècle, durant la période coloniale, plusieurs orientalistes européens (principalement Hermann Oldenberg, ainsi que Caroline A. F. Rhys Davids et Thomas William Rhys Davids) décrivent le vinaya comme un code de loi contenant des prescriptions obligatoires. Cette idée a durablement influencé les juristes sri-lankais, par exemple Jotiya Dhirasekera.Concomitamment, à partir de 1800, le vinaya subit des processus de normalisation et de codification dans des colonies comme le Sri Lanka, la Thaïlande et le Myanmar, dans le but de le rendre plus uniforme et compatible avec les catégories et idéaux juridiques européens. 
Au Sri-Lanka au XIXe siècle, différents statuts appelés katikāvata sont utilisés en plus du vinaya afin de rendre la vie monastique plus respectable aux yeux de la société extérieure. Le même genre d'adaptations continues du vinaya au contexte politico-social se poursuit aujourd'hui au sein des différents ordres monastiques, par exemple dans le jogye.

## Débats sur la nature juridique du vinaya
La question de savoir si le vinaya est oui ou non un texte juridique continue de faire débat : d'un côté, l'interprétation dominante au Sri Lanka, d'obédience theravāda, est qu'il s'agit effectivement d'un ensemble de normes dotées d'une autorité religieuse. De l'autre côté, une partie des pratiquants du bouddhisme en Occident considèrent que le vinaya a seulement une fonction d'outil pour une vie commune efficace, et pas de caractère législatif.
Ce débat est ancien et a surtout des répercussions pour les femmes, contre lesquelles le vinaya est le plus régulièrement et le plus vigoureusement invoqué.

## Vinayas actuels
Trois vinayas sont encore en usage de nos jours : 1) le Vinaya Pitaka des theravadin (Myanmar, Cambodge, Laos, Sri Lanka, Thaïlande) ; le patimokkha comprend 227 règles pour les moines et 311 pour les moniales; 2 ) Le Dharmaguptaka Vinaya ou Dharmagupta Vinaya, en chinois 四分律, sìfēnlǜ (en usage dans le māhāyana, en Chine (incluant Taïwan), Corée, Japon, Vietnam) ; le patimokkha prévoit 250 règles pour les moines et 348 pour les moniales; 3) Le Mūlasarvāstivāda Vinaya (vajrayana, au Bhoutan, chez les Tibétains, d'autres peuples bouddhistes himalayens, et Mongols bouddhistes (de Mongolie, régions Mongoles de Chine et de fédération de Russie (Bouriatie, Kalmoukie) et Afghanistan, et pratique plus rare dans le reste de la Chine et au Japon) ; le patimokkha impose 253 règles aux moines et 364 aux moniales, limitées à quelques occidentales récemment ordonnées,.
Les monastères appartiennent en général à un courant déterminé et préfèrent recevoir des personnes ayant reçu l’ordination de leur lignée. Néanmoins, ils ne sont pas forcément exclusifs et peuvent accepter des moines ou nonnes qui suivent un autre vinaya. Ce type de cohabitation était fréquent dans certaines régions autrefois. Les monastères theravada sont en principe exclusifs ; cette restriction constitue un obstacle pour les aspirantes-nonnes. En effet, les novices doivent prononcer leurs vœux de nonnes auprès de moniales confirmées, or l’ordre féminin theravada a disparu au XIe siècle, empêchant théoriquement toute nouvelle ordination. Un certain nombre de femmes se sont fait ordonner par des moniales taïwanaises et coréennes mahāyāna suivant le Dharmagupta Vinaya, s’appuyant sur le fait que les fondatrices des ordres féminins chinois étaient en fait des nonnes theravada venues de Sri Lanka. Néanmoins, la légitimité de leur ordination n’est pas acceptée par l’ensemble du clergé masculin, en général peu favorable à l’entrée des femmes dans les ordres. 
Les courants vajrayāna manquaient aussi traditionnellement de nonnes confirmées, les femmes entrant dans les monastères restant au stade de novice. Cependant, l’ordination selon le Dharmaguptaka Vinaya y est parfois acceptée et les premières moniales confirmées sont apparues il y a peu.

## Sur les femmes
Le vinaya contient davantage d'interdictions pour les moniales que pour les moines. Certaines sont dues aux rôles de genre particuliers de l'époque où le vinaya a été compilé, avec par exemple la règle selon laquelle les nonnes ne devraient pas automatiquement soigner les personnes laïques. Néanmoins, le fait que les compilations savantes du vinaya contiennent ces règles supplémentaires ne signifie pas qu'elles aient véritablement un impact important sur la vie au sein des monastères féminins, où l'opinion est commune selon laquelle le vinaya n'est pas un règlement contraignant.

## Vinaya et humour
Les recueils de vinaya utilisent parfois de l'humour intentionnel selon Shayne Clarke. On y trouve par exemple l'histoire d'un arhat qui, en visite chez quelqu'un, tue par mégarde un nouveau-né en s'asseyant dessus : à la famille choquée, il déclare que cela est sûrement arrivé à cause du mauvais karma du bébé, et leur cite un principe bouddhique pour affirmer que de toute façon, « toute vie est impermanente ». Enseignement à tirer de cette histoire : les moines doivent toujours vérifier que leur chaise soit bien libre avant de s'asseoir chez des hôtes...

#### Traductions
- (en) Vinaya Texts, trad. Thomas William Rhys Davids et Hermann Oldenberg, Oxford, the Clarendon Press, coll. « Sacred Books of the East », n° 13, 17, 20, 1881-1885. [lire en ligne (page consultée le 28 septembre 2024)]
- (en) The Book of the Discipline (Vinaya-pitaka), trad. I. B. Horner, Oxford, the Clarendon Press, coll. « Sacred Books of the Buddhists », n° 10, 11, 13, 1938-1942. Sections du Vinaya-pitaka : Suttavibhanga (Bhikkhuvibhanga, Explication des règles concernant les moines ; Bhikhunîvibhanga, Explication des règles concernant les nonnes), Khandhaka (Mahâvagga, Grand groupe ; Cullavaga, Petit groupe), Parivâra (Cortège).  (Lire en ligne - consulté le 3 décembre 2019)

#### Études
- (en) Oskar von Hinüber, A Handbook of Pali Literature, Berlin - New York, de Gruyter, coll. « Indian philology and South Asian studies » (no 2), 1996, xiii + 257 p. (ISBN 3-110-14992-3)
- Raphaël Logier (Dir.), Le bouddhisme et ses normes. Traditions - Modernités, Strasbourg, Presses universitaires de Strasbourg, 2006, 184 p. (ISBN 978-2-868-20290-1, lire en ligne)

- (en) Matthew Megmaprasara, New Guide to the Tipitaka. A Complete Reference to the Pâli Buddhist Canon, Delhi, Sangha of Books, 2013, 440 p.
- Moine Dhamma Sâmi, Le manuel du bhikkhu, 2003 (2e éd.), 106 p. (Lire en ligne - consulté le 3 décembre 2019)
- (en) Gregory Schopen, « Vinaya », dans Robert E. Buswell Jr., Encyclopedia of Buddhism, New York, MacMillan, 2004, xxxi + 981 (ISBN 978-0-028-65718-9), p. 885-889
- Mohan Wijayaratna, Le Moine bouddhiste selon les textes du Theravâda, Paris, Cerf, 1983, 192 p. (ISBN 978-2-204-02086-2, lire en ligne)La version téléchargeable est la trad. en anglais, Buddhist Monastic Life According to  the Texts of the Theravâda Tradition, Cambridge Univ. Press, 1990, xxiv + 190 p. (Avec une introd. de Steven Collins (en) )